# Barnes & Noble
Barnes & Noble, Inc. és la major llibreria dels Estats Units. Opera principalment a través de la cadena Barnes & Noble Booksellers, amb seu central a Lower Manhattan, Nueva York. Barnes & Noble també operava la cadena de petites llibreries B. Dalton Booksellers, fins que va anunciar la liquidació de la cadena.
L'empresa és coneguda pels seus grans punts de venda (molts d'ells inclouen un cafè Starbucks Coffee) i pels seus preus competitius. La major part de les llibreries també venen revistes, periódics, DVD, novel·les gràfiques, regals, jocs i música. Fins a octubre del 2004 també es venien videojocs i altres articles relacionats a les tendes GameStop, fins que la divisió fou transformada en una empresa independent. Barnes & Noble también és coneguda per vendre el Barnes & Noble Nook, a més de diverses versions de la seua mascota, un os de peluix anomenat "Barnsie".
Segons dades d'Octubre de 2010 l'empresa tenia 717 locals en tots els Estats Units i el Districte de Colúmbia, a més de 637 llibreries universitàries que donen servei a 4 milions d'estudiants i 250,000 docents universitaris a tot el país.
Amb data del 28 de juliol de 2012 -evolució de quasi dos anys des de les dades anteriors- operava 689 locals als 50 estats dels EUA, i a més 667 llibreries universitàries que donaven servei a més de 4.6 milions d'estudiants i membres de facultat per tot el país.

## Història
Barnes & Noble es va originar el 1886 amb una llibreria anomenada Authur Hinds & Company, situada al Cooper Union Building de la ciutat de Nova York. En la tardor de 1886, Gilbert Clifford Noble, un recent graduat de Harvard originari de Westfield, Massachusetts, fou contractat per a treballar allí com a empleat d'oficina. En 1894 Noble va adquirir la condició de soci comercial i el nom de la companyia fou canviat a Hinds & Noble. En 1901 Hinds & Noble es va traslladar a 31-35 W. 15th Street.
En 1917 Noble va comprar els drets de Hinds i es va associar amb William Barnes.